# Szerbia himnusza
A Bože pravde (szerbül: Igazság Istene) Szerbia és a boszniai Szerb Köztársaság nemzeti himnusza. 1872-ben szerezte zenéjét Davorin Jenko, szövegét Jovan Đorđević.
Keletkezésekor a Szerb Királyság himnusza volt, ezért az eredeti szöveg a szerb királyt éltette. Ma a boszniai Szerb Köztársaságban az eredeti szöveget használják, míg Szerbiában kicsit módosítottak rajta. A „szerb királyunk, szerb fajunk” szövegrészt „földjeinket, szerb fajunk”-ra, a „Szerb királyság oltalmára” részt „A szerb hazát oltalmazzad”-ra cserélték.
Itt a módosított, Szerbiában használt szöveg olvasható.
A Szerb Királyság himnuszának eredeti szövegét Jung Károly fordította magyarra.
1991 és 1995 között a Szerb Krajinai Köztársaságnak is ez volt a himnusza.

## Szövege
BOŽE PRAVDE
| Szerbia Köztársaság hivatalos himnusza | Szerbia Köztársaság hivatalos himnusza | Szerbia Köztársaság hivatalos himnusza | Szerbia Köztársaság hivatalos himnusza |
| cirill betűvel | latin betűvel | magyarul (nyers) | magyarul (költői) |
| --- | --- | --- | --- |
| Боже правде, ти што спасе од пропасти досад нас, чуј и одсад наше гласе и од сад нам буди спас. Моћном руком води, брани будућности српске брод, Боже спаси, Боже храни, српске земље, српски род!1 Сложи српску браћу драгу на свак дичан славан рад, слога биће пораз врагу а најјачи српству град. Нек на српској блиста грани братске слоге знатан плод, Боже спаси, Боже храни српске земље, српски род!1 Нек на српско ведро чело твог не падне гнева гром Благослови Србу село поље, њиву, град и дом! Кад наступе борбе дани к' победи му води ход Боже спаси, Боже храни српске земље, српски род!1 Из мрачнога сину гроба српске славе нови сјај настало је ново доба Нову срећу, Боже дај! Отаџбину српску брани пет вековне борбе плод Боже спаси, Боже брани2 моли ти се српски род! | Bože pravde, ti što spase od propasti dosad nas, čuj i odsad naše glase i od sad nam budi spas Moćnom rukom vodi, brani budućnosti srpske brod, Bože spasi, Bože hrani srpske zemlje, srpski rod!1 Složi srpsku braću dragu na svak dičan slavan rad sloga biće poraz vragu a najjači srpstvu grad. Nek na srpskoj blista grani bratske sloge znatan plod Bože spasi, Bože hrani srpske zemlje, srpski rod!1 Nek na srpsko vedro čelo tvog ne padne gneva grom Blagoslovi Srbu selo polje Njivu, grad i dom! Kad nastupe borbe dani k pobedi mu vodi hod Bože spasi, Bože hrani srpske zemlje, srpski rod!1 Iz mračnoga sinu groba srpske slave novi sjaj nastalo je novo doba Novu sreću, Bože daj! Otadžbinu srpsku brani pet vekovne borbe plod Bože spasi, Bože brani2 moli ti se srpski rod! | Igazság Istene, 'ki megmentett a pusztulástól eddig minket halld továbbra is hangjainkat s ezentúl is légy megmentőnk. Erős karral vezesd és óvd a szerb jövő hajóját. Isten mentsd meg, Isten tápláld, a szerb földeket s a szerb népet!1 Kösd össze a drága szerb testvéreket az új dicső tettekért, az egység a sátán veszte és a szerbség ereje lesz, A szerb ágon ragyogjon a testvériség arany termése. Isten mentsd meg, Isten tápláld, a szerb földeket s a szerb népet!1 A tiszta szerb fejekre ne küldd dühös villámidat, áldd meg a szerbnek falvát, mezejét, földjét, városát s otthonát! Mikor eljönnek a harcok győzelemig vezesd el őt! Isten mentsd meg, Isten tápláld, a szerb földeket s a szerb népet!1 Felragyog a sötét sírból a szerb korona új fénye, új korszak köszöntött be, új szerencsét adj Istenünk. Óvd meg a szerb hazát öt évszázados harc gyümölcsét Isten ments meg, Isten táplálj,2 kérlel téged a szerb nép! | Igaz Isten, ki megmentéd Pusztulástól önmagunk, Hallgasd meg most szavunkat, Te légy eztán gyámolunk! Erős kézzel vezesd, ójjad Holnap útján szerb hajónk, Isten gyámold, Isten tápláld, Földjeinket, szerb fajunk!1 Fogjad össze a szerb testvért, Dicsőítse fényes tett, Összetartás: sátán veszte, Szerbnél legerősebb lett! Szerbség felett arany gyümölcs, Összetartás: egy vagyunk, Isten gyámold, Isten tápláld, Földjeinket, szerb fajunk!1 Szerbnek orcáját ne sújtsa Haragod, ha lángot hint, Isten áldd meg mezeinket, Honunk, falunk, városink! Hogyha harcnak napja virrad, Győzelemre vidd karunk, Isten gyámold, Isten tápláld, Földjeinket, szerb fajunk!1 Sötét sírból felragyog majd Tündöklő szerb koronánk, Beköszöntő új időkben Új szerencsét adj reánk. Szerb hazánkat oltalmazzad,2 Ötszáz év harc gyümölcsét,3 Isten gyámolj, Isten óvjál,4 Szerbek imádsága kér! |
| A boszniai Szerb Köztársaság himnusza | | | |
| | | | |
| 1српског Краља, српски род! | 1srpskog Kralja, srpski rod! | 1 A szerb királyt, s a szerb népet! | 1 Szerb királyunk, szerb fajunk! |
| 2Српског краља, Боже храни | 2Srpskog kralja, Bože hrani | 2 Óvd meg a szerb Királyt | 2 Szerb királyság oltalmára |
| | | | 3 Félezer év harc felér. |
| | | | 4 Szerb királyunk Isten óvjad! |